# 伊藤喜一郎
伊藤 喜一郎（いとう きいちろう、1914年（大正3年）2月11日 - 1994年（平成6年）7月12日）は、昭和から平成時代の政治家。宮城県多賀城市長。

## 経歴
多賀城市出身。1926年（大正15年）笠神尋常高等小学校卒業。
同年、多賀城村役場に入り、1946年（昭和21年）同村助役、1951年（昭和26年）多賀城町助役、1971年（昭和46年）多賀城市助役を経て、1975年（昭和50年）以来、多賀城市長に5選した。
1994年（平成6年）在職中に心不全で死去した。

## 栄典
勲章等
- 1972年（昭和47年） - 藍綬褒章[1]